# Bart's Friend Falls in Love
Bart's Friend Falls in Love, llamado El amigo de Bart se enamora en España y Milhouse se enamora en Hispanoamérica, es un capítulo perteneciente a la tercera temporada de la serie animada Los Simpson, emitido originalmente el 7 de mayo de 1992. El episodio fue escrito por Jay Kogen y Wallace Wolodarsky, y dirigido por Jim Reardon. Kimmy Robertson fue la estrella invitada, interpretando a Samantha Stanky.

## Sinopsis

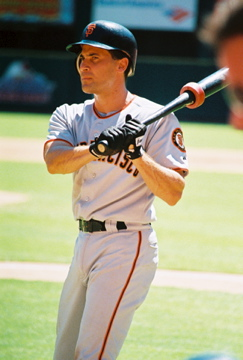
Omar Vizquel, grandeliga campocorto, fue el primer venezolano en aparecer en la serie a partir de este episodio.

Todo comienza cuando, para hacer un trabajo en la escuela en el cual los niños debían llevar objetos a clase, Bart toma un frasco de Homer en el que guardaba monedas. Milhouse, en cambio, lleva una bola Magic 8, en la cual predice el futuro con solo agitarlo, según la pregunta que se le hiciera. Bart toma la bola y le pregunta si Milhouse y él van a seguir siendo amigos hasta que use bastón y la bola le responde que no cuente con ello; luego si serán amigos hasta que a Bart lo expulsen de la escuela secundaria y la bola le responde que es muy dudoso; finalmente le pregunta si seguirán siendo amigos en cuanto terminara el día y la bola responde que no, lo que sorprende a los dos niños, preguntándose qué pasaría para que se rompiese la amistad.
Una niña nueva de Phoenix, Arizona, llamada Samantha Stanky entra ese día a la Escuela Primaria de Springfield. Cuando accidentalmente ella le pega a Milhouse, este inmediatamente se enamora de ella. Para desagrado de Bart, Milhouse y Samantha comienzan a pasar todo su tiempo libre besándose en la casa del árbol de Bart. Ambos ignoran a Bart, sin dejarle nada que hacer hasta que Samantha se fue.
Bart trata de separarlos, pero nada de lo hace funciona; así que para restablecer el viejo orden que había antes, en el que Bart y Milhouse eran amigos, Bart llama al padre de Samantha y le cuenta todo lo que pasaba. El Sr. Stanky va a la casita del árbol y se lleva a Samantha antes de que la niña pudiera siquiera explicar algo. Luego la envían a la escuela Saint Sebastian, una escuela de monjas sólo para niñas. Bart, más tarde, le cuenta a Milhouse que había sido él quien había llamado al padre de Samantha. Esto hace que los niños se peleen, pero después de eso vuelven a ser amigos. 
Milhouse y Bart visitan a Samantha en la escuela de monjas y Bart se disculpa con ella, pero la niña le dice que estaba bien, que amaba Saint Sebastian. Sin embargo, todavía sentía algo por Milhouse, así que, a pesar de estar violando las leyes escolares ("50 rosarios por beso", según la propia Samantha) le da un beso de despedida.
Mientras tanto, Lisa mira un documental por televisión que hablaba sobre los problemas de la obesidad. Luego, se empieza a sentir preocupada por Homer, ya que su obesidad lo podía conducir a la muerte. Por sugerencia de su hija, Marge ordena una cinta subliminal para perder peso para Homer. Sin embargo, la compañía, al no tener más cintas para bajar de peso, envía una para "Mejorar el vocabulario". Homer termina comiendo más que antes, pero con un vocabulario mucho más refinado. Cuando Homer se da cuenta lo que la cinta provocaba en él, se deshace de la misma, enojado por haber subido de peso.